# Tyler Herro
Tyler Christopher Herro (Milwaukee, Wisconsin, 20 de enero de 2000) es un jugador de baloncesto estadounidense que pertenece a la plantilla de los Miami Heat de la NBA. Con 1,96 metros de estatura, ocupa la posición de escolta.

## Trayectoria deportiva

### High school
Herro nació en Milwaukee, Wisconsin y se graduó en Whitnall High School en Greenfield, Wisconsin. Durante su temporada sénior promedió 32,9 puntos, 7,4 rebotes, 3,6 asistencias y 3,3 robos de balón por partido. A lo largo de toda su etapa en secundaria anotó más de 2000 puntos. En septiembre de 2016 se comprometió con la Universidad de Wisconsin para proseguir su carrera, pero un año más tarde cambió a la Universidad de Kentucky.
Al término de la última temporada, fue seleccionado para disputar los prestigiosos Jordan Brand Classic, en el que consiguió 13 puntos, 5 rebotes y 5 asistencias y Nike Hoop Summit.

### Universidad
Jugó una temporada con los Wildcats de la Universidad de Kentucky, donde promedió 14 puntos, 4,5 rebotes y 2,5 asistencias por partido. Tras finalizar la misma anunció que se presentaría al Draft de la NBA, renunciando a los tres años de universidad que le quedaban por cumplir.

#### Estadísticas
| Año     | Equipo   | PJ | PT | MPP  | %TC  | %3P  | %TL  | RPP | APP | ROB | TPP | PPP  |
| ------- | -------- | -- | -- | ---- | ---- | ---- | ---- | --- | --- | --- | --- | ---- |
| 2018–19 | Kentucky | 37 | 37 | 32.6 | .462 | .355 | .935 | 4.5 | 2.5 | 1.1 | .3  | 14.0 |

### NBA
Fue elegido en la decimotercera posición del Draft de la NBA de 2019 por los Miami Heat. Al término de la temporada fue elegido en el segundo mejor quinteto de rookies. En los Playoffs NBA 2020 se convirtió en el primer jugador nacido en los años 2000 en llegar a unas Finales de la NBA. Contra los Boston Celtics consiguió 37 puntos, la segunda mejor anotación de un novato de menos de 21 años en unas Finales de Conferencia, solamente por detrás de Magic Johnson.
Al término de su tercera temporada, fue elegido como mejor sexto hombre de la liga.
A principios de octubre de 2022 acuerda una extensión por cuatro años y $130 millones con los Heat. Durante su cuarta temporada en Miami, el 15 de diciembre de 2022 ante Houston Rockets consigue su récord personal de anotación con 41 puntos, incluyendo 10 triples. El 31 de diciembre anota la canasta ganadora sobre la bocina ante Golden State Warriors. Al término de la temporada regular finaliza con el mejor porcentaje de acierto de tiros libres de la liga (93,4%).
En la 2023-34 apenas disputó 42 encuentros, consiguiendo el máximo de temporada ante los Bucks con 35 puntos.
Al comienzo de su sexto año en Miami, el 12 de noviembre de 2024 ante Detroit Pistons, consigue un 40 puntos, incluyendo 10 triples. A finales de enero de 2025 se anunció su participación como reserva en el All-Star Game, siendo la primera nominación de su carrera. El 13 de febrero anota 40 puntos ante Dallas Mavericks. El 15 de febrero ganó el concurso de triples del All-Star. El 23 de febrero anota 40 ante Milwaukee Bucks.

## Estadísticas de su carrera en la NBA

### Temporada regular
| Año      | Equipo   | PJ  | PT  | MPP  | %TC  | %3P  | %TL  | RPP | APP | ROB | TPP | PPP  |
| -------- | -------- | --- | --- | ---- | ---- | ---- | ---- | --- | --- | --- | --- | ---- |
| 2019-20  | Miami    | 55  | 8   | 27.4 | .428 | .389 | .870 | 4.1 | 2.2 | .6  | .2  | 13.5 |
| 2020-21  | Miami    | 54  | 15  | 30.3 | .439 | .360 | .803 | 5.0 | 3.4 | .6  | .3  | 15.1 |
| 2021-22  | Miami    | 66  | 10  | 32.6 | .447 | .399 | .868 | 5.0 | 4.0 | .7  | .1  | 20.7 |
| 2022-23  | Miami    | 67  | 67  | 34.9 | .439 | .378 | .934 | 5.4 | 4.2 | .8  | .2  | 20.1 |
| 2023-24  | Miami    | 42  | 40  | 33.5 | .441 | .396 | .856 | 5.3 | 4.5 | .7  | .1  | 20.8 |
| 2024-25  | Miami    | 77  | 77  | 35.4 | .472 | .375 | .878 | 5.2 | 5.5 | .9  | .2  | 23.9 |
| Total    | Total    | 284 | 140 | 31.8 | .440 | .385 | .872 | 4.9 | 3.6 | .7  | .2  | 18.1 |
| All-Star | All-Star | 1   | 0   | 8.0  | .500 | .500 | —    | .0  | 1.0 | .0  | .0  | 6.0  |

### Playoffs
| Año   | Equipo | PJ | PT | MPP  | %TC  | %3P  | %TL   | RPP | APP | ROB | TPP | PPP  |
| ----- | ------ | -- | -- | ---- | ---- | ---- | ----- | --- | --- | --- | --- | ---- |
| 2020  | Miami  | 21 | 5  | 33.6 | .433 | .375 | .870  | 5.1 | 3.7 | .4  | .1  | 16.0 |
| 2021  | Miami  | 4  | 0  | 23.2 | .316 | .316 | 1.000 | 3.3 | 1.8 | .3  | .3  | 9.3  |
| 2022  | Miami  | 15 | 0  | 25.4 | .409 | .229 | .926  | 3.9 | 2.8 | .6  | .4  | 12.6 |
| 2023  | Miami  | 1  | 1  | 19.5 | .556 | .500 | —     | 2.0 | 2.0 | .0  | 1.0 | 12.0 |
| 2024  | Miami  | 5  | 5  | 37.0 | .385 | .349 | .900  | 3.6 | 5.4 | .4  | .0  | 16.8 |
| 2025  | Miami  | 4  | 4  | 36.0 | .415 | .310 | .800  | 3.5 | 2.8 | .5  | .0  | 17.8 |
| total | total  | 50 | 15 | 30.6 | .414 | .328 | .889  | 4.2 | 3.3 | .4  | .2  | 14.6 |